# Hibridni sistemi
Hibridni sistemi nastaju integracijom dva ili više kompjuterskih informacionih sistema. Do danas je razvijeno više klasa hibridnih sistema, ali među osnovne ubrajaju se: 
- integracija sistema za podršku odlučivanju i ekspertnih sistema,
- integracija ekspertnih sistema i neuronskih mreža,
- globalna integracija više informacionih sistema.
- noviji hibridni sistemi su dinamički sistemi koji u svome sastavu imaju i digitalni računar i analogne računare, povezane u jednu celinu, tako da efikasno obradjuju i diskretne i kontinualne veličine i promenljive funkcije, kao napr.hibridni sistem HRS-100.

Oblici integracije dva ili više kompjuterska informaciona sistema (digitalnog i analognog tipa u jednoj zajedničkoj celini ) međusobno se razlikuju po arhitekturnim rešenjima spajanja sistema.

## Dodatna literatura
- Henzinger, Thomas A. (1996), „The Theory of Hybrid Automata”, 11th Annual Symposium on Logic in Computer Science (LICS), IEEE Computer Society Press, стр. 278—292, Архивирано из оригинала 2010-01-27. г.
- Alur, Rajeev; Courcoubetis, Costas; Halbwachs, Nicolas; Henzinger, Thomas A.; Ho, Pei-Hsin; Nicollin, Xavier; Olivero, Alfredo; Sifakis, Joseph; Yovine, Sergio (1995), „The algorithmic analysis of hybrid systems”, Theoretical Computer Science, 138 (1): 3—34, doi:10.1016/0304-3975(94)00202-T, Архивирано из оригинала 2010-01-27. г.
- Goebel, Rafal; Sanfelice, Ricardo G.; Teel, Andrew R. (2009), „Hybrid dynamical systems”, IEEE Control Systems Magazine, 29 (2): 28—93, doi:10.1109/MCS.2008.931718
- Acary, Vincent; Brogliato, Bernard (2008), „Numerical Methods for Nonsmooth Dynamical Systems”, Lecture Notes in Applied and Computational Mechanics, 35
- [Kofman2004] Kofman, E (2004), „Discrete Event Simulation of Hybrid Systems”, SIAM Journal on Scientific Computing, 25 (5): 1771—1797, CiteSeerX 10.1.1.72.2475 , doi:10.1137/S1064827502418379
- [CF2006] Francois E. Cellier and Ernesto Kofman (2006), Continuous System Simulation (first изд.), Springer, ISBN 978-0-387-26102-7
- [Nutaro2010] James Nutaro (2010), Building Software for Simulation: Theory, Algorithms, and Applications in C++ (first изд.), Wiley